# Rotterdam Centraal
Rotterdam Centraal egy vasútállomás Hollandiában, Rotterdam városában.

## Vasútvonalak
Az állomást az alábbi vasútvonalak érintik:
- Amsterdam–Rotterdam-vasútvonal
- Brüsszel–Amszterdam-vasútvonal
- Brüsszel–Amszterdam-vasútvonal
- Breda–Rotterdam-vasútvonal
- Utrecht–Rotterdam-vasútvonal

## Kapcsolódó állomások
A vasútállomáshoz az alábbi állomások vannak a legközelebb:
- Schiedam Centrum vasútállomás
- Rotterdam Noord
- Rotterdam Blaak vasútállomás
- Schiphol vasútállomás
- Noorderkempen vasútállomás
- Antwerpen-Centraal
- Déli pályaudvar
- Amsterdam Centraal